# Чакветадзе Давит Гочайович
Давит Гочайович Чакветадзе (рос. Давит Гочаевич Чакветадзе; нар. 18 жовтня 1992, Кутаїсі) — грузинський та російський борець греко-римського стилю, дворазовий срібний призер Кубків світу, чемпіон Європейських ігор, чемпіон Олімпійських ігор.

## Біографія
Давита Чакветадзе привели в борцівську секцію, коли йому виповнилося 11 років. Його батько і дядько теж були борцями, але не досягли особливих успіхів. До 2011 року Чакветадзе виступав за збірну Грузії. У її складі був другим на чемпіонаті Європи 2009 року серед кадетів, п'ятим — на континентальній першості 2011 року серед юніорів. За першу команду виступив на кількох міжнародних турнірах. Переїхав до Росії у 2013 році за рекомендацією головного тренера російської збірної Гоги Когуашвілі, земляка Чакветадзе, що теж є уродженцем села в Імереті, неподалік Кутаїсі. Того ж року Давит виграв молодіжну першість Росії. Потім ще двічі, у 2015 і 2016 роках ставав чемпіоном Росії серед дорослих. Завдяки перемозі над Олексієм Мішиним на чемпіонаті Росії-2016 отримав право представляти Росію на літніх Олімпійських іграх 2016 року в Ріо-де-Жанейро. У фіналі цих змагань зустрівся з українцем Жаном Беленюком. Український борець добре підготувався до цього поєдинку і після першого раунду вів у рахунку 2-0. Однак потім програв з рахунком 2-9. За словами російського тренера Левана Кезевадзе Беленюк не витримав темп, що запропонував російський борець. За версією української сторони у Беленюка вкрав перемогу грузинський рефері Темо Казарашвілі, що проживає у російському місті Твер. Він кілька разів карав українця штрафними балами та постійно ставив його у партер, завдяки чому його земляк Чакветадзе набирав очки.
Є спортсменом-інструктором «Центру спортивної боротьби» в місті Тарко-Сале (Ямало-Ненецький автономний округ).

## Допінгова справа
Навесні 2016 року Чакветадзе був відсторонений від змагань через те, що його викрили у вживанні забороненого препарату мельдонію. Однак у квітні того ж року Російське антидопінгове агентство (РУСАДА) визнало Чакветадзе та ще шістьох російських спортсменів такими, що скоїли порушення, проте не застосувало до них дискваліфікації, оскільки в їхніх діях не побачило провини або недбалості. Після перемоги у фіналі Олімпіади-2016 Чакветадзе заявив, що Росія «найчистіша» країна стосовно допінгу.

## Спортивні результати на міжнародних турнірах

### Виступи на Олімпіадах
| Змагання                    | Збірна | Вагова категорія | Місце  |
| --------------------------- | ------ | ---------------- | ------ |
| Літні Олімпійські ігри 2016 | Росія  | 85 кг            | Золото |

### Виступи на Чемпіонатах світу
| Змагання                        | Збірна | Вагова категорія | Місце |
| ------------------------------- | ------ | ---------------- | ----- |
| Чемпіонат світу з боротьби 2015 | Росія  | 85 кг            | 10    |

### Виступи на Європейських іграх
| Змагання              | Збірна | Вагова категорія | Місце  |
| --------------------- | ------ | ---------------- | ------ |
| Європейські ігри 2015 | Росія  | 85 кг            | Золото |

### Виступи на Кубках світу
| Змагання                    | Збірна | Вагова категорія | Місце  |
| --------------------------- | ------ | ---------------- | ------ |
| Кубок світу з боротьби 2014 | Росія  | 85 кг            | Срібло |
| Кубок світу з боротьби 2015 | Росія  | 85 кг            | Срібло |

## Виступи на інших змаганнях
| Змагання                                         | Збірна | Вагова категорія | Місце  |
| ------------------------------------------------ | ------ | ---------------- | ------ |
| Золотий Гран-прі з боротьби 2010                 | Грузія | 84 кг            | 16     |
| Турнір Г. Картозія і В. Балавадзе 2011           | Грузія | 84 кг            | 5      |
| Меморіал Олега Караваєва 2013                    | Росія  | 84 кг            | Золото |
| Турнір Івана Піддубного 2014                     | Росія  | 85 кг            | 5      |
| Міжнародний турнір Любомира Івановича-Гедзи 2014 | Росія  | 85 кг            | Бронза |
| Міжнародний турнір Любомира Івановича-Гедзи 2015 | Росія  | 85 кг            | Золото |
| Золотий Гран-прі з боротьби 2015                 | Росія  | 85 кг            | Золото |
| Турнір Івана Піддубного 2016                     | Росія  | 85 кг            | Бронза |
| Кубок Рамзана Кадирова 2016                      | Росія  | 85 кг            | Золото |
| Гран-прі Іспанії з боротьби 2016                 | Росія  | 85 кг            | Срібло |